# 公認スキー検定員
公認スキー検定員（こうにんスキーけんていいん）は、全日本スキー連盟（SAJ）が認定する、検定会や大会をジャッジする検定員である。

## 概要
公認スキー検定員にはA級、B級、C級があり、SAJ公認スキー指導員はA・B・C級、SAJ公認スキー準指導員はC級を検定員検定に合格することによって取得出来る。認定スキー指導員は検定員検定の受験資格がない。
級別の受検資格や検定出来る範囲は以下の通りである。

## A級検定員

### 受検資格
SAJ公認スキー指導員資格を所持（資格停止中または喪失中を除く）し、次の条件に当てはまる者
- B級検定員の資格を所持（資格停止中または喪失中を除く）してから5年を経過し、かつ同検定員が行える検定のいずれかを3回以上行い、公認証等によって証明されている事
- デモンストレーター選考会においてナショナルデモンストレーターに認定されている事、この場合はB級検定員資格所持期間が5年以下であってもよい[3]
- 特別な事情がある場合、加盟団体長の推薦により本部が特に認めた者

### A級検定員が検定できる範囲
- A級検定員検定会（全日本スキー連盟会長から委嘱された者）
- B級・C級検定員検定会（主管加盟団体長から委嘱された者）
- 全日本スキー技術選手権大会および予選会
- スキー指導員検定会
- スキー準指導員検定会
- スキーバッジテスト
  - プライズテスト（クラウンプライズ および テクニカルプライズ）
  - バッジテスト（1級〜5級）
  - ジュニアテスト（1級〜6級）

### 名誉スキー検定員
A級検定員の資格を有し（資格停止中または喪失中を除く）、当該年度の1月1日現在で60歳以上の者は、加盟団体長の推薦があって理事会で認定されると名誉スキー検定員として顕彰される。
名誉スキー検定員となった者は検定員の育成・指導の補佐や助言を行う。

## B級検定員

### 受検資格
SAJ公認スキー指導員資格を所持（資格停止中または喪失中を除く）し、かつC級検定員の資格を所持（資格停止中または喪失中を除く）している事
- この場合、年度[4]内の受検回数は制限しない。

### B級検定員が検定できる範囲
- C級検定員検定会（主管加盟団体長から委嘱された者）
- スキー準指導員検定会
- スキーバッジテスト
  - プライズテスト（クラウンプライズ および テクニカルプライズ）
  - バッジテスト（1級〜5級）
  - ジュニアテスト（1級〜6級）
- 全日本スキー技術選手権大会の予選会

## C級検定員

### 受検資格
SAJ公認スキー指導員または準指導員資格を所持（資格停止中または喪失中を除く）している事
- この場合、年度[4]内の受検回数は制限しない。

### C級検定員が検定できる範囲
- スキーバッジテスト
  - バッジテスト（1級〜5級）
  - ジュニアテスト（1級〜6級）

## 公認スキー検定員の義務・規則等
規定により、各検定員の資格有効期間は公認された年を除き（ただし、認定された年度の資格は有効）2年となっていて、その期間内に「クリニック」と呼ばれる、理論及び実技の講習会を受ける必要がある。クリニックを受講する事で有効期間が延長されるが、クリニックを2年続けて参加しなかった時は検定員の資格停止となる。ただし資格停止中であってもクリニックは受講可能で、クリニックの修了をもって資格停止が解除される。これについては、2018年（平成30年）7月2日時点では翌年度からの解除だったが、2020年（令和2年）11月6日に現在の方式に改正された。なお、次に該当する場合はクリニックを免除される。
- 名誉スキー検定員
- A級・B級検定員の各検定を受検し、不合格となった者
- 次の役員や講師として参加し、理事会が特に認めた者
中央研修会、技術員研修会、公認スキー学校主任教師研修会、全日本スキー技術選手権大会、デモンストレーター選考会、スキー指導員検定会、A級検定員検定会、スキー大学
- 次の全日本スキー連盟特定行事の修了者
中央研修会、技術員研修会、公認スキー学校主任教師研修会
- スキー大学の参加者で、当該加盟団体からクリニック修了扱いとして申請があった者
- 次の加盟団体実施行事の役員として参加し、当該加盟団体からクリニック修了扱いとして申請があった者
スキー指導者研修会、検定員クリニック、スキー準指導員検定会、B・C級検定員検定会

次の1つに該当する場合は検定員の資格を喪失する。名誉スキー検定員も同様である。
1. 全日本スキー連盟（以下、本連盟）会員登録規定第4条[8]の規定により、会員の資格を喪失した時
2. 本連盟の規約に違反し、検定員としての体面を汚すような行為があった時
3. 資格の年次登録料を納期までに納入しない時
4. 公認スキー指導員及び準指導員の資格を喪失した時

なお、資格喪失者はSAJが定める「過年度登録者に係る資格再認定規程」に基づいて、次の要件を満たした事を加盟団体が確認し、加盟団体長からの推薦を受ければ資格の再認定を申請することができる。
1. 資格の喪失から1年以内であること。
2. 会員登録を完了していること。
3. 加盟団体長が、再認定を承認していること。

再認定の申請は必要な資格再認定申請料の納付とともに上記1.期間内の3月末日までに行う。申請後は理事会による審議が行われ、再認定された場合の資格は翌年度から有効となる。

## 新型コロナウイルス感染症の流行にともなう特別措置
2019年以降の新型コロナウイルス感染症の世界的流行にともなって、政府から2020年2月26日付での「大規模なスポーツや文化イベントなどの中止・延期・規模縮小の要請」を受けた事により、2月27日以降のSAJ主催事業中止が決定し、その期間に開催予定だった検定会や研修会などの中止が相次いだ事もあり、2021 - 2022年度のSAJ公認スキー検定員の受検やクリニックにおいて、次の特別措置などがとられている。
受検
2022年度以降のSAJ公認B級スキー検定員受検者のうち、2020年度のSAJ公認スキー準指導員検定会が中止されて受検を完了出来なかった者は、2020年度特例措置として、翌年度に準指導員検定会を受検して合格した後に「2020特別措置」チケットを受け取り、合格年度を含めず1年以上経過した上でそのチケットを使って申し込みすると受検可能となる。
クリニック
1. クリニックのうちで理論については、会場を設けることによる3つの密にともなうクラスター発生や感染拡大が懸念されるため、2021 - 2022年度はオフィシャルブック（関連書籍を含む）に添付のDVDや、SAJによるYouTubeオフィシャルチャンネル「SNOW JAPAN TV」より公開されている専用動画の閲覧によるeラーニングとして、各年度の実技研修会の受講終了をもって研修会の全てを終了したものとみなしている。
2. クリニックに代えて、クリニック免除の条件となるA級・B級検定員受検、役員・講師としての参加、特定行事の修了、スキー大学への参加などを希望・申し込みし、それらが中止となった場合の特別措置が行われる場合があり、一例として、参加申し込みを行ってクリニック修了扱いを希望したスキー大学が中止となった場合、スキー大学参加費用からクリニック費・指導員研修会の研修会費・振り込み手数料を差し引いた分を返金した上でクリニックの修了扱いとしている。

その他
各種の検定会受検や研修会受講のうち、スキー場で行われる実技については感染予防の注意喚起がオフィシャルブック（関連書籍を含む）によって行われているが、各種申し込み要項には感染拡大等により予定の変更及び中止の可能性があることが明記されている上で、オフィシャルサイト等による確認が促されている。